# Erlau (rzeka)
Erlau – rzeka w Bawarii, w Niemczech, lewy dopływ Dunaju. 
Erlau powstaje z połączenia rzek Saußbach and Pfeffermühlbach na południowy wschód od miasta Waldkirchen.
Przy ujściu rzeki do Dunaju w dzielnicy Erlau miasta Obernzell przebiega Dunajska Droga Rowerowa (Donauradweg).